# Triethylsulfoniumbis(trifluormethylsulfonyl)amid
Triethylsulfoniumbis(trifluormethylsulfonyl)amid ist eine ionische Flüssigkeit (auch: ionic liquid oder Flüssigsalz), also ein Salz, dessen Schmelzpunkt unter 100 °C liegt. Da das Salz bei Raumtemperatur flüssig vorliegt, handelt es sich um eine Raumtemperatur-ionische Flüssigkeit (RTIL).

## Darstellung
Triethylsulfoniumbis(trifluormethylsulfonyl)amid kann durch Reaktion von Diethylsulfat mit Diethylsulfid und anschließende Anionenmetathese mit Lithiumbis(trifluormethylsulfonyl)amid gewonnen werden.

## Verwendung
Triethylsulfoniumbis(trifluormethylsulfonyl)amid kann als Lösungsmittel z. B. für Farbstoffe oder CO2 verwendet werden. Außerdem findet es Anwendung in der Elektrochemie.